# Kyle Ruschell

Zawodnik Wisconsin Badgers

Kyle Matthew Ruschell (ur. 1 czerwca 1987) – amerykański zapaśnik walczący w stylu wolnym. Triumfator mistrzostw panamerykańskich w 2017.
Zawodnik Ryle High School z Union i University of Wisconsin–Madison. Dwa razy All-American (2009, 2010) w NCAA Division I, trzeci w 2009; czwarty w 2010 roku.